# Huevo de insecto

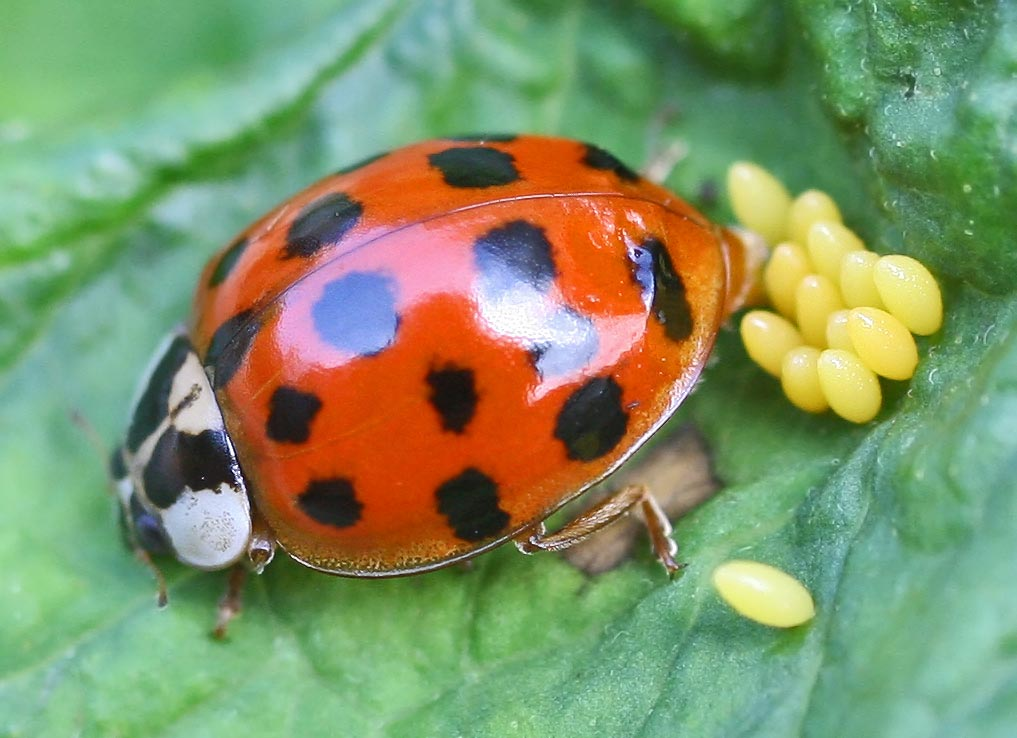
Harmonia axyridis realizando una puesta de huevos.

El huevo de insecto es el estadio de vida del insecto que comienza dentro del aparato reproductor de la madre, cuando el ovocito se rodea de una capa de células provenientes de la madre que formarán su cáscara ("células foliculares"), y finaliza cuando, luego de la fecundación y el posterior desarrollo embrionario, el primer estadio juvenil rompe la cáscara. El huevo como tal nace en el aparato reproductor de la madre, cuando los nutrientes y la cáscara externa alrededor del ovocito comienzan a formarse, finalizado el proceso las células que los forman mueren por apoptosis celular, en ese momento el huevo está "maduro" y el corion (las capas externas de la cáscara, no nutritivas) debe poseer la permeabilidad suficiente para que ocurra el intercambio de gases y agua. Posteriormente, por mecanismos variados, el huevo es fecundado con semen proveniente del padre, que entra hasta el ovocito a través de un poro en el corion (la entrada del semen puede ser facilitada por mecanismos diversos). Como consecuencia de la fecundación y luego de algunos procesos se forma el embrión que se desarrolla a expensas de los nutrientes contenidos dentro del corion. Se llama "vitelo" a los nutrientes dentro del huevo que alimentan al embrión hasta que pueda obtener su alimento por sus propios medios (que no necesariamente coincide con el momento de emergencia del juvenil), consta de la membrana vitelina justo interior al corion y de la yema contenida dentro del ovocito. En general la fecundación ocurre dentro del aparato reproductivo de la madre quien posteriormente deposita el huevo ("ovipone") en un ambiente externo seleccionado por ella. El huevo debe poseer una morfología y elasticidad suficientes como para atravesar el ovipositor de la madre. En el ambiente externo el huevo inmóvil está expuesto al ataque de predadores y patógenos, en consecuencia evolucionaron adaptaciones que aportan al huevo de protección mecánica, química, o de cuidado parental. El huevo también está expuesto a la futura competencia de las larvas por el alimento (las larvas en general tienen poca movilidad, sobre todo cuando están recién eclosionadas), por lo cual la hembra grávida está adaptada a depositar los huevos de forma estratégica, por ejemplo los ubica espaciados entre sí, o cerca de una fuente importante de alimento para los futuros juveniles.
La morfología del huevo maduro es muy variada entre órdenes de insectos. Los planos de simetría dorso-ventral y cabeza-cola se evidencian en la morfología externa del huevo, y ya se observan desde su formación. Muchas veces se puede reconocer a qué insecto pertenece el huevo por su morfología externa (se dice que la morfología externa del huevo tiene “valor taxonómico”). A pesar de su variada morfología, aun así se reconoce un esquema generalizado del huevo que está muy conservado evolutivamente. El huevo en un esquema generalizado consta de un ovocito con nutrientes ("yema"), envuelto por la membrana vitelina (que contiene más nutrientes), y 4 capas de corion protector, cada una con sus características químicas, de adentro hacia afuera: la capa de ceras, la capa cristalina interna, el endocorion y el exocorion). Se llama cáscara al conjunto de las capas de membrana vitelina y corion.
La ovogénesis (el proceso de formación del huevo maduro) también se encuentra bastante conservada evolutivamente, reconociéndose solo 3 tipos de ovogénesis (Postlethwait y Giorgi, 1985), clasificadas con base en qué parte del aparato reproductor se encuentran las células formadoras de nutrientes (trofocitos).
En el momento de la oviposición se pueden liberar volátiles que sean captados por individuos de la misma o de otra especie, que pueden modificarles su comportamiento de acuerdo a la información obtenida. Por ejemplo se observan hembras que en el momento de la oviposición liberan feromonas de atracción de la oviposición, de forma que los conespecíficos tienden a oviponer en ese sustrato, o feromonas inhibidoras de la oviposición, con el resultado contrario. También la planta donde ocurre la oviposición puede liberar en consecuencia volátiles que sean atractores de predadores o parasitoides de los huevos (“sinomonas”).
El canibalismo de huevos no es un fenómeno extraño entre los insectos, lo cual sugiere que tendrá un valor adaptativo, que quizás sea el de disminuir la competencia con el resto de la camada, o la obtención de nutrientes, o la adquisición de más carga de endosimbiontes. El canibalismo es más observado en las especies que ponen sus huevos agrupados, menos observado cuando los huevos se ponen espaciados, y no fue observado en los casos en que los huevos son cubiertos por heces, por una ooteca, o por tejidos de plantas.
El todavía nuevo campo de la ecología química nos permite echar luz sobre las relaciones entre el huevo depositado en su sustrato y el ambiente y sus organismos asociados, situación que ocurre desde el momento de la oviposición hasta que emerge el juvenil del huevo. Se han encontrado relaciones complejas y de carrera armamentista con predadores, parásitos, patógenos, competidores, microorganismos asociados, y hospedadores y plantas hospedadoras cuando las hay.
Se enumeran ejemplos de importancia biológica, médica, o veterinaria.

## Morfología del huevo maduro
El huevo está polarizado desde su formación, en la morfología externa del huevo maduro se evidencian los planos de simetría dorso-ventral (que delimita dorso y vientre) y cabeza-cola (que delimita los polos anterior y posterior) [, el longitudinal delimita lados izquierdo y derecho]. 

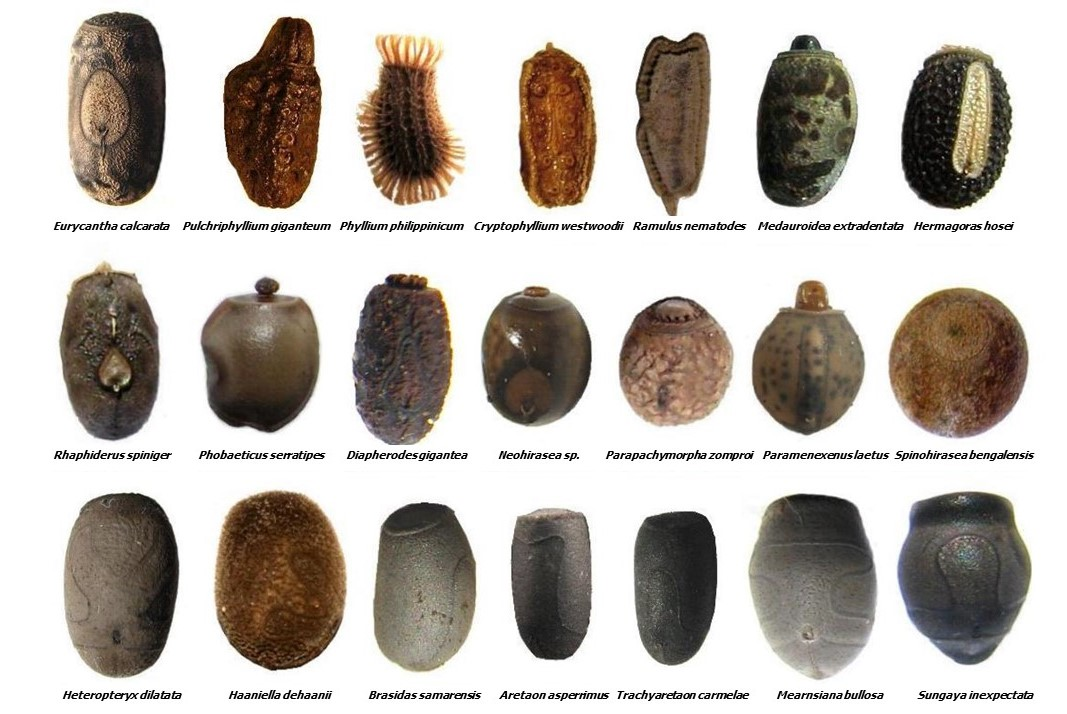
Huevos de diferentes especies de Phasmatodea.

La morfología del huevo maduro tiene valor taxonómico. El huevo puede poseer diferentes formas: redondo o semirredondo, irregular, cilíndrico con extremos redondeados, cilíndrico con los extremos en punta... Y diferente tamaño: el más pequeño posee 140 micrómetros (el díptero Acnemia amoena, Manzini y Santini 1983), el más grande más de 10 milímetros de largo (el ortóptero Saga pedo, Mazzini 1976).
La superficie del huevo puede conceptualizarse como compuesta por estructuras de la cáscara especializadas en alguna función llamadas regiones. Una de ellas es la que contiene la micropila (abertura que sigue de un canal que atraviesa toda la cáscara hasta el ovocito permitiendo la fecundación) y facilita el paso del esperma (en Drosophilidae por ejemplo hay un aparato micropilar). Son regiones las que funcionan como líneas de dehiscencia durante la eclosión del juvenil, que deben ser lo suficientemente resistentes como para permitir el paso del huevo por el ovipositor de la madre sin que este se rompa (hay insectos que no poseen regiones de dehiscencia y la rotura de la cáscara durante la eclosión ocurre al azar). Puede haber proyecciones, y un variable número de apéndices ubicados en el polo anterior, el polo posterior, o en los dos polos. Por ejemplo son regiones en Drosophila el polo posterior, el cuerpo principal, el opérculo, el collar (regiones de debilidad para facilitar la emergencia del juvenil), el aparato micropilar (que facilita la entrada del esperma), y los apéndices respiratorios. Son regiones las aeropilas y el plastrón, dos estructuras para facilitar el intercambio de gases (el aire también puede difundir por partes de la cáscara que quedaron más delgadas, debido a que la actividad folicular desaparece por apoptosis de las células y queda el hueco). Las aeropilas son perforaciones que se continúan hasta un meshwork en el endocorion (una de las capas internas del corion, a la que difunden los gases, externa a la capa de ceras que impide la pérdida de agua y el intercambio gaseoso) y facilitan la entrada de aire. El plastrón se da en huevos sumergidos bajo el agua, y consta de una lámina de aire retenido gracias a unos apéndices construidos por material hidrófugo. Esta adaptación surgió porque los gases difunden mucho más lentamente bajo el agua.

## La cáscara

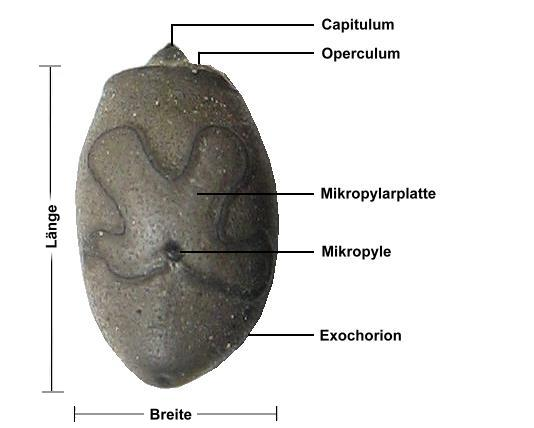
Morfología externa de un huevo de Haaniella muelleri.

La cáscara es muy diferente entre órdenes, tanto en composición como en estructura. La composición y estructura le sugieren al investigador cuáles serán las necesidades fisiológicas del insecto en la etapa de maduración del embrión dentro del huevo. Los sugiere en su estructura, materiales, elasticidad y permeabilidad. Las funciones de la cáscara a lo largo del estadio son:
- Permitir la entrada de esperma y de hecho facilitarla.
- Tener elasticidad suficiente como para facilitar la oviposición.
- Protección del huevo frente al ambiente adverso una vez depositado.
- Poseer suficiente permeabilidad a los gases y el agua para que ocurra el intercambio durante el desarrollo del embrión.
- Suplir las necesidades fisiológicas durante el desarrollo del embrión.
- Facilitar la emergencia del embrión cuando rompe la cáscara para emerger como larva.

La cáscara consta de dos envolturas (en la terminología utilizada por Margaritis et al. 1980, Margaritis 1985a, para Drosophilidae) macromoleculares, la envoltura vitelina (membrana vitelina) y el corion externo a ella. La envoltura vitelina debe nutrir al embrión. El corion es protector y consta de varias capas con funciones diferentes. Se pueden estudiar los diferentes huevos como desviaciones del “huevo generalizado”, relativamente conservado tanto en su naturaleza (en dónde se originan las capas) como en el orden en que se encuentran las capas.  
La envoltura vitelina envuelve completamente el ovocito pero no siempre de forma continua. Varía en su morfología: puede ser continua, amorfa, porosa, granular, perforada (Chauvin y Barbier 1979), regular o irregular.
Las sucesivas capas de las que consta el corion están bastante conservadas evolutivamente. El corion cubre completamente al ovocito y su membrana vitelina. La primera capa de corion es la capa de placas de cera, siguen la capa cristalina interna, el endocorion amorfo y el exocorion fibroso.
Lo más conservado de la cáscara es la envoltura vitelina y la capa siguiente, la capa de placas de cera, que se encuentra incluso en apterigotas. Sólo no se encuentra esta última en himenópteros parásitos [parasitoides?], presumiblemente porque esos huevos no necesitan resistencia a la desecación (Margaritis y Mazzini 1998). La capa de placas de cera se deduce por estudios de permeabilidad (ya que la cera impide el paso de agua, y se disuelve en soluciones no polares). El epitelio folicular externo al huevo deposita unas placas hexagonales de cera hasta que cubren toda la envoltura vitelina. Una vez depositada una capa se repite el proceso varias veces. Se han contado desde 4 capas de cera (Papassideri y Margaritis 1986) hasta 7 (Mazzini et al., 1987). Las placas, hexagonales, se depositan bien presionadas unas con otras de forma que puedan expandirse sin que se rompa la capa al expandirse el ovocito durante la maduración.
Las demás capas de corion pueden existir pero su presencia y características son muy variables incluso entre especies cercanamente emparentadas de insectos, como también varían los nombres con que se las conoce entre autores y taxones. En particular el endocorion a su vez puede subdividirse en dos, la capa más externa (el endocorion externo) es continua, mientras que la más interna es una red de cavidades formada por pillars (también llamada capa trabecular), con un ambiente gaseoso. La capa de endocorion presenta mucha variabilidad entre especies lo que sugiere que debe adaptarse al microhábitat en cada especie. También es la que está adaptada a generar las estructuras especializadas llamadas “regiones” (ver en Morfología del huevo maduro).

## Ovogénesis
El huevo comienza a formarse en el aparato reproductor de la madre en unos tubos largos llamados ovariolas, que desembocan en una cámara llamada oviducto. Al llegar al oviducto el huevo (que en ese momento solo consta del ovocito, los nutrientes en la yema del ovocito y en la envoltura vitelina de la cáscara, y el corion protector) ya está formado ("maduro") y listo para ser fecundado y ovipuesto en un sustrato adecuado. El ovocito ya tiene instrucciones para el desarrollo del embrión y ya se pueden distinguir en el huevo maduro y no fecundado los polos anterior y posterior que darán cabeza y cola respectivamente (se dice que ya está "polarizado"), y los lados dorsal y ventral (es decir, se observan los planos de simetría), en parte por la información contenida en el ovocito, en parte por las estructuras de la cáscara del huevo. 
La ovogénesis (el proceso de formación del huevo) se encuentra bastante conservada evolutivamente; las células formadoras del corion (células foliculares o epitelio folicular) se encuentran siempre alrededor del ovocito y aportan también nutrientes, reconociéndose solo 3 tipos de ovogénesis (Postlethwait y Giorgi, 1985) con base en qué parte del aparato reproductor se encuentran las células formadoras de nutrientes (trofocitos). En el primer tipo de ovogénesis, llamado ovogénesis panoística, no hay trofocitos. En el segundo tipo, llamado meroística telotrófica, los trofocitos quedan suspendidos en el extremo de la ovariola a pesar de que el ovocito va deslizándose a través de ella. En el tercer tipo, llamado meroística politrófica, los trofocitos se deslizan por la ovariola junto con el ovocito. A la primera categoría pertenecen órdenes de insectos como los de las cucarachas y los mántidos (Blattodea), y los grillos (Orthoptera), a la segunda los escarabajos (Coleoptera), y a la tercera moscas y mosquitos (Diptera), abejas, avispas y hormigas (Hymenoptera), polillas y mariposas (Lepidoptera), dermápteros, y psocópteros.
La polarización, la yema acumulada en el ovocito, y la construcción de la cáscara, están regulados genéticamente.
Hay evidencia de que una parte del vitelo (la yema y la membrana vitelina) pueden provenir del ovocito en formación, pero la mayor parte es sintetizada por el epitelio folicular (que provee de nutrientes a la yema y también deposita nutrientes en la membrana vitelina), y por los trofocitos si se encuentran (que sintetizan nutrientes que se depositan en la membrana vitelina), además el ovocito recibe nutrientes de otros sistemas fuera del aparato reproductor, como el "cuerpo graso" (que provee de nutrientes a la yema). 
El componente principal de la yema es la vitelogenina que al ser secuestrada por el ovocito es modificada co- y post- transcripcionalmente por la adición de glicosil, residuos de fosfatos y sulfatos, de esta forma se la conoce como vitelina y es la forma en que se la almacena en los “gránulos de yema” del ovocito. También son parte importante de la yema las gotas de lípidos (probablemente provenientes de los trofocitos) y partículas ricas en glycogen (glucógeno?) sintetizadas por el mismo ovocito.
La yema es secuestrada mediante receptor en todos los insectos estudiados, en una parte de la ovogénesis muy conservada evolutivamente. Entra al ovocito como endosomas que se fusionan en lo que se conoce como “esferas de yema” (yolk spheres), que más tarde, durante la embriogénesis, funcionarán como lisosomas especializados. Las proteínas de la yema son degradadas por enzimas proteasas para ser utilizadas por el embrión en desarrollo.
Las células foliculares forman parte del epitelio del ovocito y su función principal es secretar las sucesivas capas de corion internamente a ellas en las últimas etapas de la ovogénesis. Se dividen y se separan en subpoblaciones que se mueven a posiciones específicas, adaptan sus superficies e intervienen así en la polarización del ovocito. El corion es complejo, con moléculas grandes altamente organizadas regional y radialmente. Al finalizar la formación del huevo, los folículos mueren por apoptosis.

## Fecundación
Al finalizar la ovogénesis el huevo maduro ya puede ser fecundado, en general la hembra durante el apareamiento recibió esperma del macho que aloja en una cavidad de su sistema reproductor llamada espermateca. Los huevos maduros llegan desde la ovariola donde fueron formados hasta el oviducto donde son embebidos por el esperma de la espermateca. Allí entran los espermatozoides por la micropila (entrada quizás facilitada por alguna región como el aparato micropilar del huevo en Drosophila) y ocurre la fecundación.

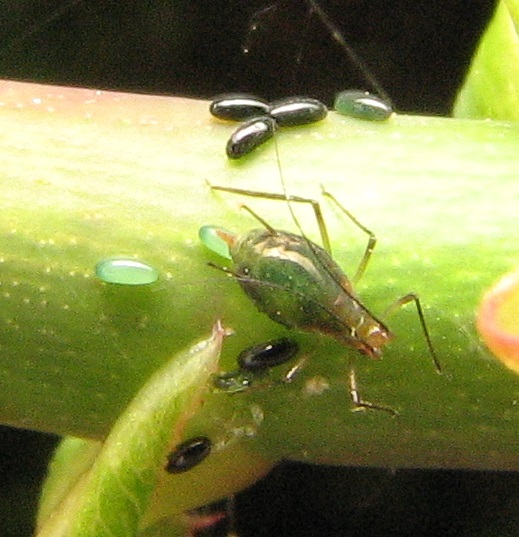
Macrosiphum sp. depositando huevos en un rosal

## Oviposición
En general al momento de la oviposición los huevos ya están fecundados. En general la madre pone los huevos camuflados en el sustrato. La oviposición puede ser criptozoica (en hojarasca), endogea (bajo tierra), exofítica (en plantas), exozoica (sobre animales), acuática (en agua), semiacuática (en lugares que se inundan periódicamente). También puede la hembra poner los huevos en hábitats expuestos. La mayoría de los insectos parásitos depositan sus huevos en la superficie o dentro del huésped.

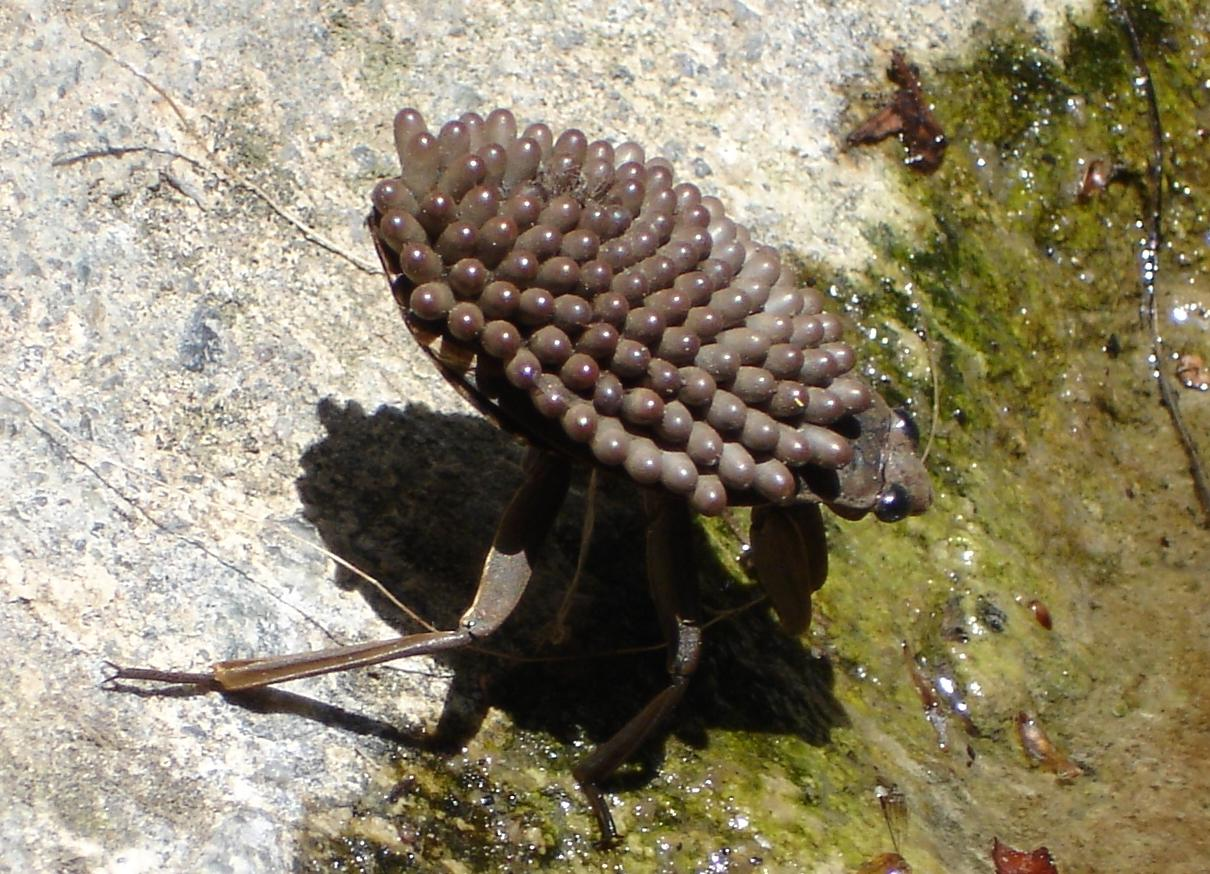
Macho de Abedus indentatus portando una puesta de la hembra.

## Ecología

### Paternidad
El padre puede otorgar a la madre junto con el semen, secreciones que aseguren su paternidad, como sustancias que aceleren la formación del huevo, o que promuevan la oviposición, o que cierran el tracto reproductivo de la hembra para evitar nuevos apareamientos, o que le quiten a la hembra las ganas de volver a copular.

### Atractores de oviposición
Las hembras grávidas pueden liberar feromonas durante el proceso de oviposición que son captadas por los individuos de la misma especie que se acercan al sitio de oviposición. En muchas de las especies estudiadas las feromonas son secretadas por glándulas accesorias del tracto reproductivo. También hay insectos que en estas circunstancias liberan hormonas que ahuyentan a los conespecíficos (oviposition deterring pheromones), aunque no está claro si son verdaderas feromonas o sustancias liberadas por la planta hospedadora.
Los asemblajes de microbios que acompañan a los huevos han demostrado ser atractores de las hembras en búsqueda de un sitio de oviposición, si bien la composición química del asemblaje que dispara esta respuesta en las hembras aún no ha sido caracterizada.
Las hembras listas para oviponer son atraídas por “anzuelos químicos” de los microorganismos asociados al hospedador del huevo.
La hembra puede poseer una “imagen de búsqueda” de sitio de oviposición que consta de una mixtura de volátiles y no volátiles que producen el hospedador y los organismos asociados a él. Esta imagen de búsqueda podría constar de sustancias estimulantes y de rechazo. En una misma planta pueden encontrarse diferentes mixturas que serán atractivas para hembras de diferentes especies, por lo que se hipotetiza que la atracción a la planta hospedadora mediante ese mecanismo ha evolucionado de forma independiente entre las especies.
No se encuentra un acierto perfecto entre la elección del sitio de oviposición y la performance de la larva en ese hospedador. El rango de plantas elegidas para oviponer suele ser muy angosto, una generalizada especialización cuyo valor adaptativo ha sido un rompecabezas para los investigadores por muchos años, y aunque se ha hecho un interesante progreso aún falta una respuesta completamente satisfactoria. La estrategia de oviposición es un complejo balance (trade-off) entre muchos factores, entre los que se incluye la especialización para un rango de plantas hospedadoras, el tamaño de la camada, la calidad del hospedador, la dificultad de conseguir hospedadores de suficiente calidad, las posibilidades de conseguir aún mejores hospedadores si se descarta uno y se sigue buscando, el riesgo de predación de la hembra grávida, el de predación de su camada, la movilidad de la larva y la posibilidad de encontrar por sí misma un hospedador, el microclima, etcétera.

### Protección del huevo

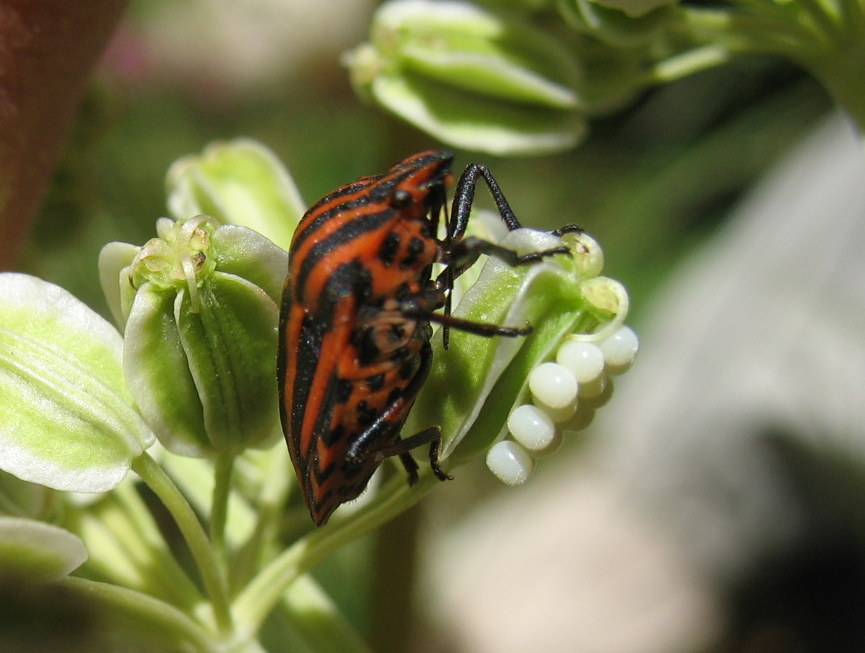
Graphosoma lineatum cuidando una puesta.

Los huevos al ser inmóviles, una vez depositados en el sustrato por la madre, son vulnerables al estado del tiempo (en especial temperatura y humedad), al ataque de predadores, parásitos y patógenos, y al ataque de conespecíficos (canibalismo). Entre los factores que influyen en la exposición del huevo al ataque están:
- las condiciones del microhábitat en que fueron depositados,
- la estación del año,
- la cantidad de tiempo que permanecen en ese lugar,
- el grado de agrupamiento.

Una serie de estrategias evolucionó para prevenir estas situaciones, que pueden agruparse en estrategias de defensa mecánica, de defensa química, y de cuidado parental. 
Las estrategias de defensa mecánica incluyen la misma cáscara del huevo que protege de los patógenos, camuflar los huevos cubriéndolos o enterrándolos, o volverlos inaccesibles (como en las crisopas). 
La protección química no se evidencia a simple vista como el cuidado parental o la protección mecánica, solo es evidente al observar el comportamiento de los predadores al detectar e intentar comer los huevos. Las secreciones de protección se pueden clasificar en 3 categorías según el mecanismo de acción hacia el blanco:
- De protección mecánica (pegajosas, resbaladizas, etc.)
- Irritantes no específicas que perturban el sistema olfatorio del predador
- Venenos “verdaderos” que interfieren en alguna vía metabólica del predador (antibióticos, antifúngicos, etc).

La protección química puede provenir de secreciones de la madre o del padre (ofrecidos durante el cortejo), muchas veces secretados por las “glándulas colaterales” de la madre o del padre. Las secreciones de las glándulas colaterales pueden ser desde gelatinosas, pasando por la ”espumalina”, hasta una ooteca rígida como en Blattodea (cucarachas y mántidos). La hembra o el macho pueden producir sustancias de novo o secuestrar de su alimento las defensas químicas e incluirlos en el huevo en algún momento de la formación del huevo o la deposición (si es del padre, ofrecidas como regalo nupcial). La defensa química también puede ser provista por microorganismos endosimbiontes asociados que se pasan de generación a generación a través del huevo o las sustancias que los padres depositan sobre ellos.
Las estrategias de cuidado parental incluyen el cuidado activo de los huevos, o llevarlos en su cuerpo. El cuidado parental es especialmente importante en insectos sociales como hormigas, abejas y termitas. 
En insectos sociales los huevos parecen carecer de protección química, siendo el cuidado parental el que los protege, mediante la defensa física del nido dentro del cual se encuentran los huevos. La función esencial del nido es la defensa física de la colonia contra predadores. Esto incluye:
- Construcción de paredes que envuelven el nido y formación de cell caps (avispas y abejas)
- Enterrar o bloquear la entrada del nido
- Presencia de pedicels muchas veces cubierto por una secreción repelente de glándulas esterno-abdominales, o pilares (avispas), “turrets” de entrada y túneles de entrada al nido
- Nido camuflado (elección del sitio)
- Remoción de individuos muertos, de individuos parasitados, acicalamiento y en general comportamiento de higiene contra parásitos y patógenos.
- También poseen estrategias de defensa química que no se depositan sobre el huevo, como barreras químicas (fluidos pegajosos, fluidos repelentes, cubrir el nido con sustancia bactericida o fungicida) y feromonas de alarma (que disparan la respuesta del comportamiento de alarma); y armas químicas y secreciones de defensa (“alomonas” contra predadores, fungicidas contra hongos, bactericidas contra bacterias).

### Microorganismos simbiontes
Una de las funciones de la hembra grávida es traspasar los microorganismos asociados a la generación siguiente. Lo hace trans-ováricamehte (dentro del huevo) o depositándolos en la superficie de la cáscara (que la larva consume cuando consume su propia cáscara, o que consume cuando consume los huevos de su especie que todavía no eclosionaron).
En general los beneficios de los simbiontes provienen de la actividad metabólica de los mismos, en segundo lugar de las sustancias defensivas que ellos producen (aunque en general se saltean el estadio del huevo y los simbiontes se encuentran con el individuo ya en el estadio de larva). Los simbiontes también pueden tener un rol en la etapa de formación del huevo y uno en el desarrollo del embrión, probablemente sea el rol de suplir nutrientes, y también de suplir antibióticos para el huevo y, una vez emergido, para el juvenil.

### Carrera armamentista ante la oviposición
A partir de los ’90 se hizo cada vez más aparente que las plantas no eran compañeras inmóviles de la asociación planta-insecto. La planta hospedadora puede liberar sustancias volátiles atractoras de parasitoides y predadores de los huevos (synomones). Los microorganismos asociados a la planta también pueden cumplir ese rol.
En la carrera armamentista algunos predadores se han adaptado a la protección química por lo que lo que es una toxina para la mayoría de los predadores, es detectado por estos predadores como una señal de sitio de alimentación.
Por el mecanismo de traspasar flora simbionte también se traspasan los patógenos, aunque su número esté disminuido por las defensas químicas provistas por los simbiontes y los padres.
La respuesta de la planta ante el ataque de la hembra grávida varía desde cambios en el tejido de la planta hasta alteraciones de la mixtura de sustancias que se volatilizan. Estos cambios no necesariamente poseen un efecto directo sobre los huevos, las larvas que emergen de ellos, o las hembras grávidas. Muchas veces actúan indirectamente atrayendo a los enemigos naturales del insecto. Los cambios directos pueden ser por ejemplo cambios en la producción de toxinas que inhiban la digestión o que afecten el sistema nervioso de la larva. Los cambios en los tejidos de la planta pueden ser negativos o positivos para el huevo. Los negativos son los que apuntan a matar el huevo, o aislar el huevo de forma que la larva emerge en una situación de falta de nutrientes y muera por inanición. Los cambios positivos se dan en muchos insectos “formadores de agallas” que supieron aprovechar la respuesta defensiva de la planta, en un contraataque armamentista, para sus propios fines de alimentación y de refugio del juvenil que emergerá del huevo. Una agalla es una estructura derivada de un crecimiento atípico, no a partir de meristemas, pero de crecimiento limitado, de la planta que produce como respuesta a la oviposición y forrajeo de “insectos de agalla”, implica mitosis, alargamiento de las células, y muchas veces cambios morfológicos en las células inducidas. Se han encontrado formadores de agallas en todos los órdenes de insectos y sus plantas hospedadoras pertenecen prácticamente a todas las ramas del reino Plantae. También la morfología de las agallas es muy variada. Las más típicas son las de los dípteros Cecidomyiidae, las de su tipo también son encontradas en Homoptera, Hemiptera, Thysanoptera, la mayor parte de Lepidoptera, y Acarina. Formadores de agallas menos típicas se encuentran por ejemplo en Hymenoptera y Coleoptera.

## Diversidad: ejemplos de oviposición
Ejemplos de comportamiento de oviposición de insectos de importancia médica se dan en la tabla.
| Taxón                                                               | Agente causante de (o vector de)                                                                                         | Comportamiento de oviposición y hábitat de la larva |
| ------------------------------------------------------------------- | --- | --- |
| Diptera: Culicidae (mosquitos), subfamilia Anophelinae              | Malaria, virus de filariasis linfática o’nyong nyong                                                                     | Oviposición en la superficie del agua o en sustratos cerca del agua o adheridos a la vegetación flotante; o en agua estacionada, como la de las huellas de los animales o latas descartadas y neumáticos, hasta grandes pantanos y terrenos de siembra de arroz. |
| Diptera: Culicidae (mosquitos), subfamilia Culicinae                | filariasis linfática, fiebre amarilla, dengue, arboviruses de encefalitis (por ej encefalitis japonesa, West Nile virus) | Oviposición en la superficie del agua o en sustratos cerca del agua o adheridos a la vegetación flotante; o en agua estacionada, como la de las huellas de los animales o latas descartadas y neumáticos, hasta grandes pantanos y terrenos de siembra de arroz. |
| Diptera: Simuliidae                                                 | Oncocercosis (ceguera de río), mansonellosis                                                                             | Huevos típicamente puestos en vegetación rastrera sumergida y piedras, o liberados en el agua y quedan flotando |
| Diptera: Psychodidae (moscas de la arena)                           | Leishmaniasis, bartonellosis.                                                                                            | Huevos puestos en agujeros en el suelo, pisos, paredes, hojarasca |
| Diptera: Glossinidae (“moscas tse tse”)                             | Tripanosomiasis en humanos (enfermedad del sueño) y animales                                                             | Los huevos se desarrollan dentro del útero. Una única larva es depositada en suelo arenoso bajo arbustos, árboles, o madrigueras de animales. |
| Diptera: Oestridae                                                  | Miasis | Las hembras depositan los huevos o la larva en heridas o agujeros del cuerpo, o en superficies que el hospedador eventualmente contactará |
| Diptera: Calliphoridae                                              | Miasis | Las hembras depositan los huevos o la larva en heridas o agujeros del cuerpo, o en superficies que el hospedador eventualmente contactará |
| Hemiptera: Cimicidae (chinches de las camas)                        | Picadura molesta, puede causar anemia y quizás hepatitis B                                                               | Huevos depositados en rajaduras de edificios o muebles. |
| Hemiptera: Reduviidae, subfamilia Triatominae (chinches, vinchucas) | Enfermedad de Chagas | Huevos depositados en rajaduras de construcciones de barro, techos de paja, madrigueras de animales, y palmeras |

Las pestes de insectos de mayor importancia médica o veterinaria son en su mayor parte del orden Diptera (moscas y mosquitos), seguidos de aquellos Hemiptera chupadores de sangre. A pesar de su importancia, el conocimiento es escaso en lo que respecta a la oviposición. Se sabe que un número de plantas ha evolucionado de forma de imitar el olor que utilizan como señal de oviposición las moscas carnívoras para fines de polinización.

## Aplicaciones
Cuantificar las sustancias estimulantes y de rechazo que poseen la hembras grávidas en su imagen de búsqueda podría predecir qué variedades específicas serán más atractivas para la hembra grávida, de forma de diseñar trampas con señuelos químicos de atracción de oviposición para monitoreo y control de las pestes.

## Evolución
Zeh y Zeh (1989) son los autores de la “hipótesis del huevo de insecto” según la cual coevolucionan juntos los caracteres de la cáscara del huevo, del amnios, del ovipositor, y el tamaño del huevo, para adaptarse a la colonización de cada ambiente de la Tierra lo que llevó a una divergencia filética extensa. Algunas propiedades de un grupo estudiado pueden representar restos de novedades evolutivas utilizadas por los ancestros del grupo (evolutionary remnants), eso explicaría por ejemplo la elasticidad del corion en Drosophilidae, que es más bien inútil en comparación a especies como Bactrocera oleae.